# Propithecus coronatus
O sifaka-coroado (Propithecus coronatus) é uma espécie de lêmure endêmica de Madagascar. Tais animais medem de 87 a 102 centímetros, dos quais 47–57 cm são da cauda.